# Gravon
Gravon ist eine französische Gemeinde mit 158 Einwohnern (Stand 1. Januar 2022) im Département Seine-et-Marne in der Region Île-de-France. Sie gehört zum Arrondissement Provins und zum Kanton Provins.
Die Einwohner nennen sich Gravonais.

## Geschichte
Auf dem Gebiet von Gravon wurden prähistorische und gallo-römische Funde gemacht.
Gravon wird im 11. Jahrhundert erstmals urkundlich überliefert. Die Grundherrschaft teilten sich seit dem 13. Jahrhundert mehrere Adelsfamilien.

### Bevölkerungsentwicklung
| Jahr      | 1962 | 1968 | 1975 | 1982 | 1990 | 1999 | 2007 |
| Einwohner | 82   | 56   | 73   | 81   | 86   | 115  | 136  |

## Sehenswürdigkeiten
- Kirche Saint-Maurice aus dem 12. Jahrhundert
- Rathaus, erbaut 1900, typisch für kleine Landgemeinden